# Sprężarka chemiczna
Sprężarka chemiczna (nazywana także sprężarką termiczną) – sprężarka, której działanie polega na:
1. absorpcji w wodzie (lub w innym rozpuszczalniku) gazu, który ma być sprężony,
2. podniesieniu ciśnienia roztworu przez pompę – przepompowanie roztworu z absorbera do desorbera,
3. desorpcji gazu na skutek dostarczenia energii cieplnej i uzyskania w ten sposób gazu o wyższym ciśnieniu.

Podstawową energią napędową dla sprężarki chemicznej jest energia cieplna dostarczana do desorbera. W układzie absorpcyjnym sprężarka została zastąpiona pompą, której napęd wymaga małego wkładu pracy. Sprężarki chemiczne stosowane są w sytuacji łatwego dostępu do taniego źródła ciepła w obiegach technologicznych przemysłowych ziębiarek. Ziębiarki absorpcyjne mogą być stosowane w połączeniu z ciepłowniami. Para używana w zimie do celów grzejnych może w porze letniej służyć do napędu ziębiarek cieplnych (np. w mleczarniach, pomieszczeniach mieszkalnych itd).
Innym przykładem sprężarki termicznej wykorzystującej do swojego napędu energię cieplną jest parowo-wodny wymiennik ciepła stosowany w obiegu termodynamicznym siłowni parowych, tj.  kocioł parowy współpracujący z pompą zasilającą. Kondensat pary wodnej po podniesieniu ciśnienia przez pompę, po dostarczeniu w kotle energii cieplnej, zamieniany jest z powrotem na parę o znacznie większym ciśnieniu. Obieg termodynamiczny siłowni parowej może być traktowany jako współpraca sprężarki termicznej z turbiną (analogicznie jak obieg turbiny gazowej – współpraca sprężarki mechanicznej z turbiną).